# Эучамберсии
Эучамберсии (лат. Euchambersia) — род хищных тероцефалов позднепермской эпохи, близкий к Moschorhinus, Theriognathus и аннатерапсиду, включающий два вида: Euchambersia mirabilis и Euchambersia liuyudongi.

## Описание

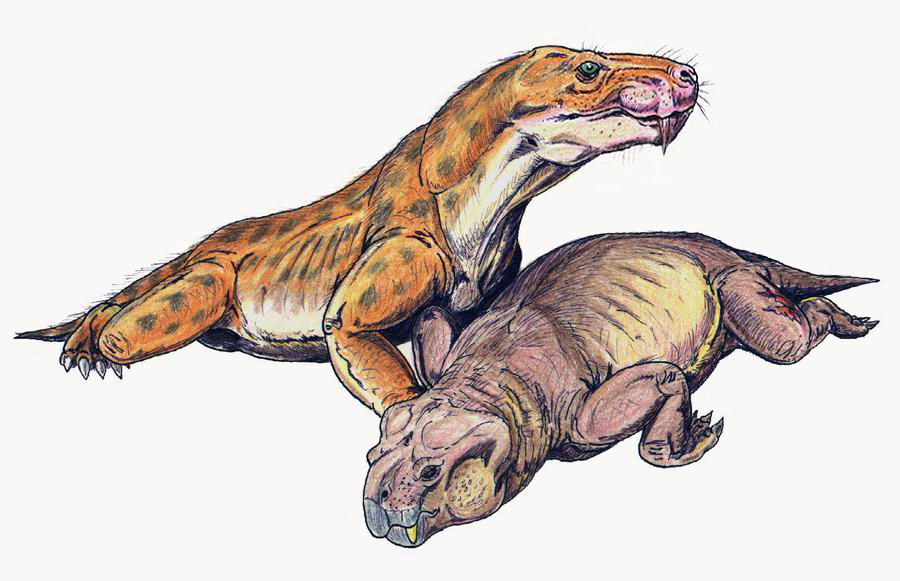
E. mirabilis и дицинодонт

Предположительно, имели ядовитые железы, соединявшиеся с бороздами на верхних клыках. Череп высокий, заклыковые зубы отсутствуют, пять резцов и один клык с каждой стороны. Теменного отверстия нет. Вероятно, отсутствовали также полная скуловая и заглазничная дуги. Нёбные отверстия малы. Позади верхних клыков — глубокие вырезки, возможно, вмещавшие ядовитую железу, от этой полости к клыку шла ложбинка. Вырезка соединялась с двумя крупными отверстиями под глазницей (возможно, выход сосудов и нервов). На самом клыке были бороздка и гребень, для стока секрета ядовитой железы, причём борозда шла по передней поверхности клыка. Вторичное небо не развито. Длина черепа 10 см. Скелет и нижняя челюсть неизвестны.
Типовой вид E. mirabilis был описан Робертом Брумом в 1931 году из верхнепермских отложений (зона Cistecephalus) Кару в Южной Африке. Вид E. liuyudongi выделили Чжун Лю и Фернандо Абдала в 2022 году на основе остатков, обнаруженных в верхнепермских (вучапинских) отложениях формации Наобаогоу во Внутренней Монголии (Китай). Вероятно, питались относительно некрупной добычей, которую могли проглотить целиком. Тем не менее, не исключено также питание относительно крупными животными типа дицинодонтов. В таком случае, вероятно, эучамберсия наносила добыче укус, а затем ожидала её гибели, преследуя умирающее животное. Такая тактика, тем не менее, могла быть не очень удачной в условиях конкуренции с другими хищниками (какой-нибудь горгонопс или другой тероцефал мог перехватить ослабевшую добычу).

## В культуре
В сериале Би-би-си «Прогулки с монстрами» (англ. «Walking with Monsters») (2005) некий тероцефал (его роль «исполняет» цинодонт из сериала «Прогулки с динозаврами») нападает на листрозавра и убивает его ядовитыми клыками. Прототипом ядовитого тероцефала послужила эучамберсия (однако, действие «Прогулок с динозаврами» происходит в позднетриасовую эпоху).